# Cavriana
Cavriana är en ort och kommun i provinsen Mantua i regionen Lombardiet i Italien. Kommunen hade 3 838 invånare (2018).